# Pontedeume
Pontedeume és un municipi de la província de la Corunya a Galícia. Pertany a la comarca d'O Eume. És entre els municipis de Miño, Cabanas, A Capela, As Pontes de García Rodríguez i Monfero, a mig camí entre La Corunya i Ferrol.
En una expedició al Regne d'Astúries comandada per Omar, un dels fills d'Abd-ar-Rahman I ad-Dàkhil, a la batalla de Pontumio Fruela I d'Astúries va derrotar els musulmans i matar el seu comandant.

## Demografia
| 5.943 | 7.056 | 8.286 | 8.408 | 8.694 |
| Fonts: INE i IGE (Els criteris de registre censal variaren i les dades de l'INE i de l'IGE poden no coincidir.) |       |       |       |       |

## Parròquies
- Andrade (San Martiño)
- Boebre (Santiago)
- Breamo (San Miguel)
- Centroña (Santa María)
- Nogueirosa (San Cosme)
- Ombre (Santa María)
- Pontedeume (Santiago)
- Vilar (San Pedro)